# Cantone di Simón Bolívar
Il cantone di Simón Bolívar è un cantone dell'Ecuador che si trova nella provincia del Guayas.
Il capoluogo del cantone è Simón Bolívar.